# Anatemnus luzonicus
Anatemnus luzonicus är en spindeldjursart som beskrevs av Beier 1932. Anatemnus luzonicus ingår i släktet Anatemnus och familjen Atemnidae. Inga underarter finns listade i Catalogue of Life.